# Пламя (вокально-инструментальный ансамбль)
«Пламя» — советский и российский вокально-инструментальный ансамбль (ВИА).
Известен такими песнями как «На дальней станции сойду», «Это говорим мы», «Идёт солдат по городу», «Аты-баты», «До свиданья, Москва», «Снег кружится», «Пока любим», «Зацветает краснотал», «На два дня».

## История

### 1975—1977: «Пламя» под руководством Николая Михайлова
Вокально-инструментальный ансамбль «Пламя» был создан в октябре 1975 года. Костяк группы составили музыканты из ВИА «Самоцветы»: Николай Михайлов (художественный руководитель), Сергей Березин (музыкальный руководитель), Валентин Дьяконов, Анатолий Могилевский, Юрий Генбачев, Геннадий Жарков, Юрий Петерсон, Алексей и Ирина Шачневы. Название новой группе придумал Сергей Березин.
В новом становлении коллектива очень помогли Марк Фрадкин, Иосиф Кобзон и другие влиятельные деятели культуры того времени.
На начальном этапе своего творчества вокально-инструментальный ансамбль один год работал на ВДНХ.
В декабре 1975 года ВИА «Пламя» принял участие в финальном концерте «Песни-75», исполнив «У деревни Крюково» (М. Фрадкин — С. Островой) и «Вся жизнь впереди» (А. Экимян — Р. Рождественский), а также в новогодних концертах в ГЦКЗ «Россия».

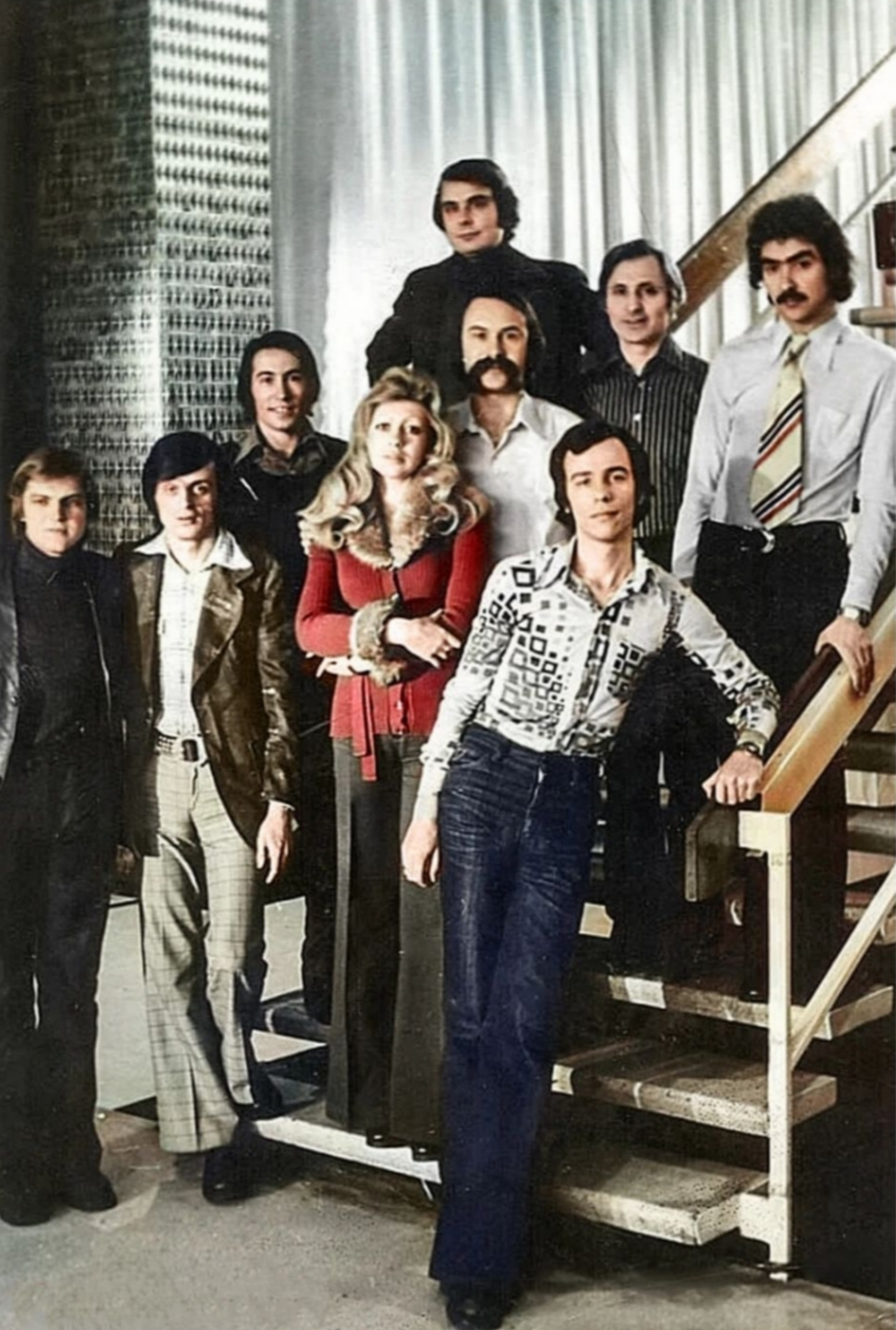
1976

С 1976 года началась насыщенная творческая жизнь нового коллектива, который перешёл из «Москонцерта» в «Росконцерт». Начались гастрольные поездки, в том числе с Марком Фрадкиным, который устраивал свои творческие вечера с участием ансамбля и приносил артистам свои новые песни.
В Москве проходили сольные концерты коллектива, а также «Пламя» участвовали в больших эстрадных дивертисментах «Время-вперёд» в ГЦКЗ «Россия» и Кремлёвском дворце.
В 1976 году с успехом вышла первая гибкая пластинка ВИА «Пламя» с новыми песнями: «До 16 лет» (С. Туликов — В. Харитонов); «Дорога дальняя» (А. Бабаджанян — В. Харитонов); «Здравствуй, мама» (Д. Тухманов — Р. Рождественский); «Сердце горячим останется» (В. Шаинский — М. Пляцковский).
Первый год ансамбль проработал, в основном, с репертуаром, накопленным в «Самоцветах» и в неизменном составе, но в середине 1976 года наступили перемены.
Анатолий Могилевский покинул коллектив, чтобы начать процедуру выезда в США, Юрий Генбачёв ушёл в джазовое «Трио Леонида Чижика», а Геннадий Жарков перешёл в ВИА «Верные друзья».
Им на смену пришли Юрий Редько (вокал, гитара), Станислав Черепухин (вокал, гитара, флейта, скрипка), Игорь Никитин (саксофон и кларнет), Виктор Дегтярёв (ударные) и Сергей Киселев (труба).
В 1977 году произошло несколько знаковых событий.

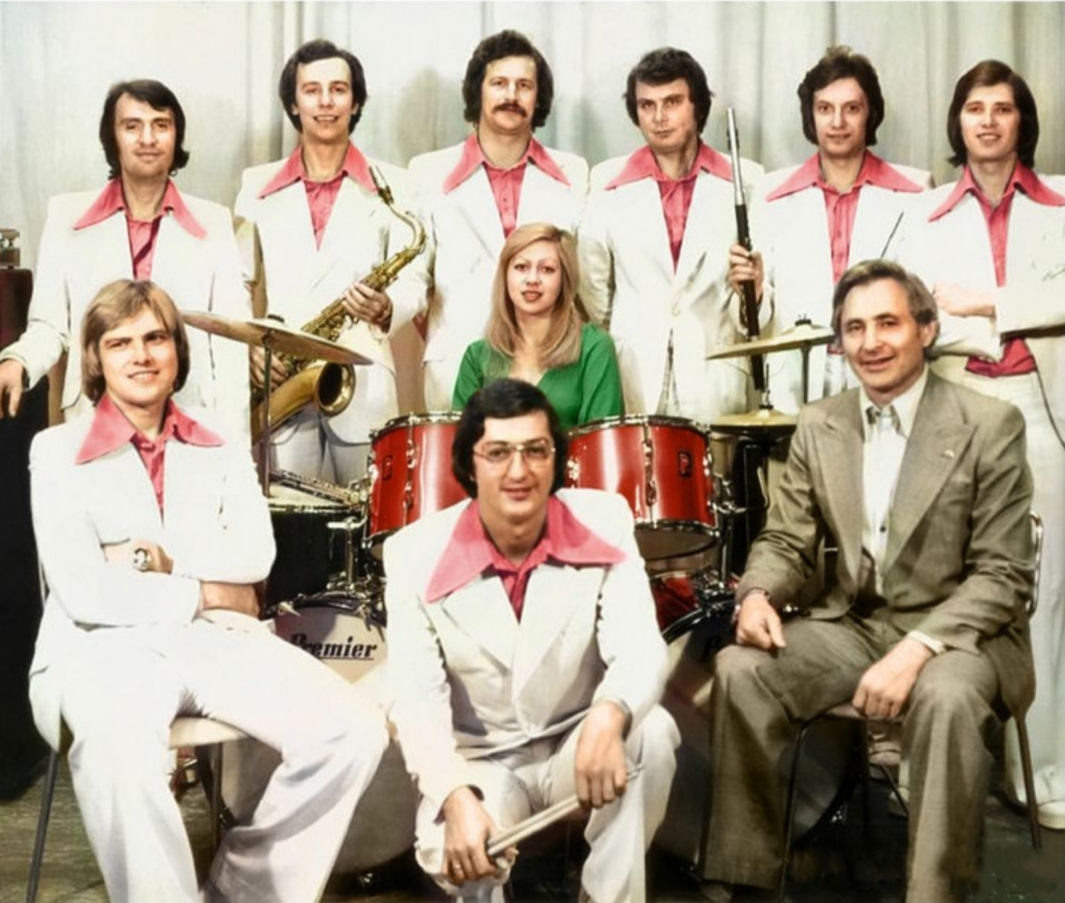
1977

В начале года ВИА «Пламя» принял участие во Всесоюзном конкурсе на лучшее исполнение советской песни. В конкурсе ансамблей победил ВИА «Иверия» (Грузия), на втором месте ВИА «Наво» (Ташкент) и ВИА «Гунеш» (Ашхабад), на третьем — ВИА «Модо» (Рига), ВИА «Синяя птица» (Куйбышев), ВИА «Сябры» (Гомель), ВИА «Ровесники» (Москва) и ВИА «Пламя» (Москва).
В 1977 были записаны две знаменитые песни ансамбля композитора Владимира Шаинского: «Идёт солдат по городу» и «На дальней станции сойду».
Летом 1977 года «Пламя» приняли участие в фестивале дружбы СССР — Финляндия в городе Турку.
В этом же 1977 году, ВИА «Пламя» побывал с гастролями в Северной группе войск в Польше.
В конце 1977 года в ансамбль пришёл солист, автор и исполнитель собственных песен Вячеслав Малежик.
В 1977 году коллектив покинул руководитель Николай Михайлов, и руководство ансамблем полностью перешло к Сергею Березину.

### 1977—1990: «Пламя» под руководством Сергея Березина

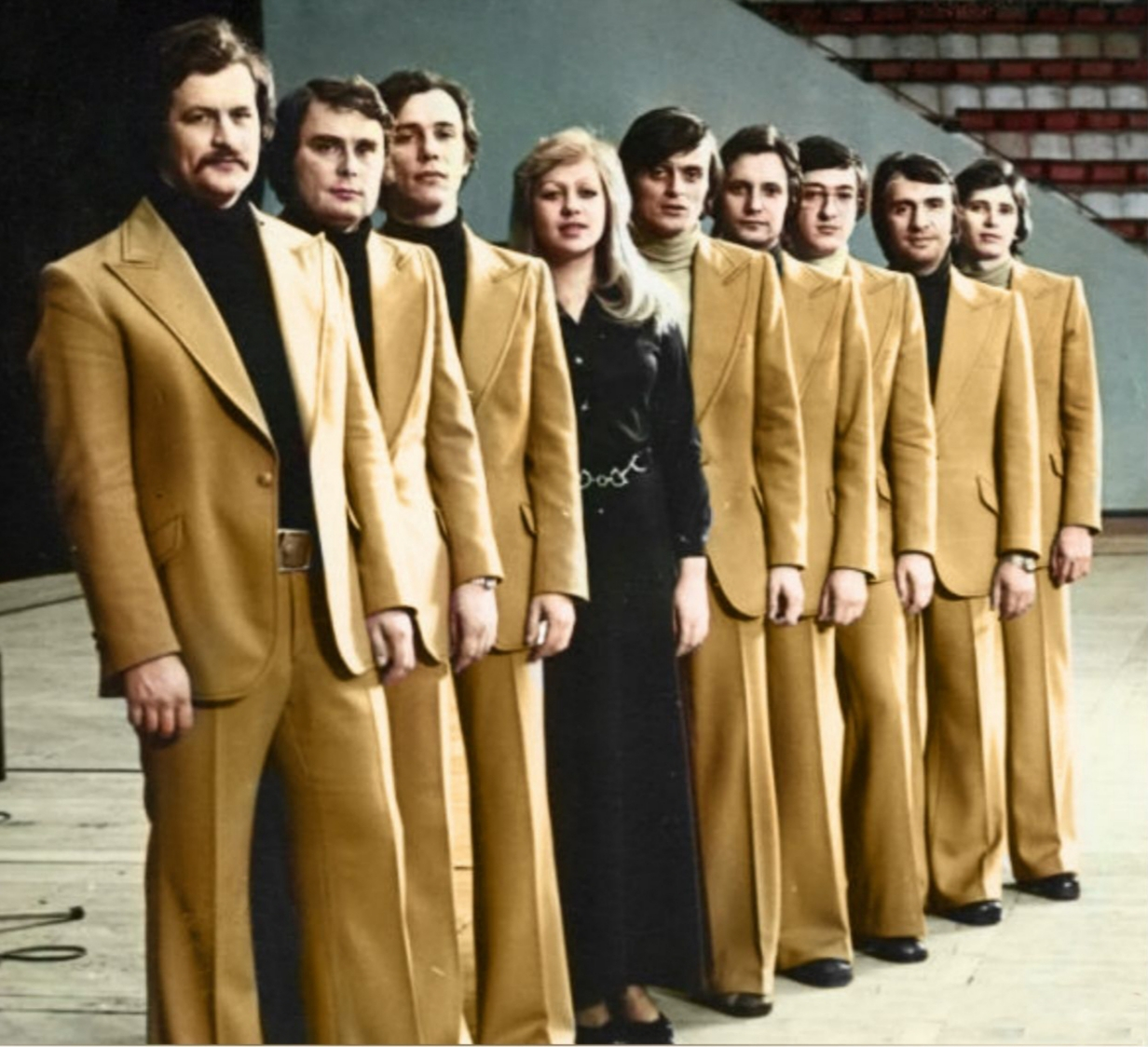
1978

1978 год был ознаменован участием в XI Всемирном фестивале молодёжи и студентов на Кубе, и появлением в репертуаре ансамбля песни «Это говорим мы!» (Куба далека, Куба рядом…). Позже про фестиваль был снят документальный фильм «Вива, Куба! Вива, фестиваль!», который демонстрировался в СССР в кинотеатрах страны и по телевидению, а также был подарен руководству Кубы. Во время этого путешествия два раза пересекали экватор и два раза переплывали Бермудский треугольник.
На Кубе ансамблю удалось приобрести ударные музыкальные инструменты местного производства — тумбалоры, которые с успехом стали применять в своих концертах.
В этом же году ансамбль гастролировал в Польше, откуда привнёс в свой репертуар две известные польские песни. Одна — «Разноцветные ярмарки» из репертуара Марыли Родович, а другая «Не успокоимся» из репертуара Северина Краевкого и его ансамбля «Червоны гитары». Эти произведения исполнили Ирина Шачнева и Юрий Петерсон.
В конце 1978 года «Пламя» покинул Валентин Дьяконов. В этом же году из ВИА «Акварели» пришёл Валерий Белянин.
В 1979 году произошло пополнение четвёркой новых членов коллектива. Пришли: Сергей Ухналёв (саксофон), певец Виктор Аникиенко, звукорежиссёр Владислав Новиков, конферансье Михаил Еремин.
В 1979-м году у ансамбля «Пламя» были гастроли на острове Мадагаскар. Оттуда участники ансамбля привезли не только яркие впечатления, но и экзотический мадагаскарский инструмент под названием валиха, а также главный творческий сувенир — мелодичная народная мальгашская песня «Берег моря». Русский текст к ней написал классик советской песни Михаил Танич, а исполнили Ирина Шачнева и Юрий Петерсон.
В этом же 1979 году состоялась поездка в Болгарию на Фестиваль дружбы СССР — НРБ.
Под Новый год с 1979 на 1980 состоялись гастроли по Группе советских войск в Германии.
В 1980 году вся страна готовилась к важному событию — Олимпиаде-80. Кроме спортивных состязаний для гостей Олимпиады планировалась обширная культурная программа. ВИА «Пламя» был одним из самых активных её участников. В репертуаре ансамбля появились специально написанные песни, такие как «Молодцы» и «Олимпиада». Было большое количество концертов на разных площадках. На стадионе им. В. И. Ленина в Москве, где проходило торжественное закрытие ХХII Олимпийских игр, прозвучала песня «До свиданья, Москва». Запись песни происходила в два этапа. В одном варианте её исполняли Лев Лещенко, Татьяна Анциферова и ВИА «Пламя», а в другом — только «Пламя». Оба варианта были попеременно использованы во время церемонии закрытия Олимпиады.
В этом же 1980-м году состоялась гастрольная поездка в Болгарию.
В 1981 году — гастроли в Южной группе войск в Венгрии.
В 1981 году ВИА «Пламя» принял участие в ещё одном фестивале дружбы СССР — Финляндия.
В 1982 году — повторно в Венгрии.
В 1982 году в «Пламени» появился клавишник Иван Денежкин.
В 1982 году вышел первый диск — гигант «Время пик», который был записан двумя годами раньше. Это был серьёзный прорыв — песни на диске были гармоничным сочетанием красивой музыки и настоящей глубокой поэзии. Причем наравне с мэтрами отечественной песни и поэзии, на диске были представлены авторские произведения участников ансамбля: Сергея Березина, Юрия Петерсона, Ирины Шачневой. Открывала диск песня «Снег кружится» в исполнении Юрия Петерсона.
В 1982 году была первая поездка ВИА «Пламя» в Афганистан. Поездка стала серьёзнейшим испытанием для артистов, во многом поменяла их отношение к жизни. Во время этих гастролей ансамбль попал в перестрелку. Никто не пострадал, но автобус был изрешечен пулями. В 2021 году ансамбль «Пламя» выпустил фильм-воспоминание «Пламя Афгана» о поездке в Афганистан, основанный на кинохронике, снятой участником ансамбля Виктором Дегтярёвым.
Ещё в сентябре 1982 года артисты «Пламени» участвовали в знаковом мероприятии. Это был первый телемост СССР — США, в котором приняли участие не чиновники, а молодёжь, студенты, которые пришли пообщаться, рассказать о своих городах, послушать музыку. Общались Москва и Лос-Анджелес. Программа называлась «Москва — Космос — Калифорния». Постановкой руководили Юлий Гусман и Калерия Кислова.
В телестудию Останкино, кроме ВИА «Пламя», пришли ансамбли «Сказ», «Русская песня», «Московский диксиленд», Алла Пугачева. «Пламенем» были исполнены песни «Гороскоп» и «Каждый выбирает для себя» на стихи Юрия Левитанского. Солировал Валерий Белянин.
В 1983 году в «Пламя» пришёл Владимир Куклин, а Юрий Редько ушёл в ВИА «Добры молодцы», и его заменил рокер Валерий Шаповалов.
В этом же году ансамбль «Пламя» попытался расширить творческие рамки. Была попытка петь современным поэтическим языком, используя новую музыкальную стилистику — джаз-рок и техно.
ВИА «Пламя» выпустил спектакль по книге Юрия Левитанского «Кинематограф». Постановкой руководил режиссер Вячеслав Спесивцев. Был записал альбом «Кинематограф», вышедший в 1984 году.
Пресса отозвалась положительно, но публика новый облик ансамбля не приняла. Слишком резким был разрыв между песнями типа «Идёт солдат по городу» и новой постановкой «Кинематографа». Несколько песен из этого спектакля прочно вошли в репертуар ансамбля, и успешно исполнялись в концертах.
В 1983 году коллектив снова гастролировал в Группе советских войск в Германии.
В этом же 1984 году ансамбль успешно провел гастроли в Центральной группе войск в Чехословакии.
В 1984 году в ансамбль вернулся Валентин Дьяконов, однако ушёл через год в 1985. Одной из его творческих удач в этот период стала песня «Кольцо».
Валерия Шаповалова заменил гитарист Юрий Мохов, а к концу года в ансамбль влился вокалист Олег Курятников.
В 1985 году пришёл гитарист Андрей Бурнашев.
В этом же 1985 году ВИА «Пламя» ещё раз побывал с гастролями в Северной группе войск в Польше.
В 1986 ансамбль повторно выезжал в Афганистан.
В 1987 году состоялась поездка в революционную Никарагуа.
Во второй половине 1980-х в стране началась перестройка. Прежний уклад жизни стал безвозвратно меняться. Не менее кардинальные изменения стали происходить и в музыке.

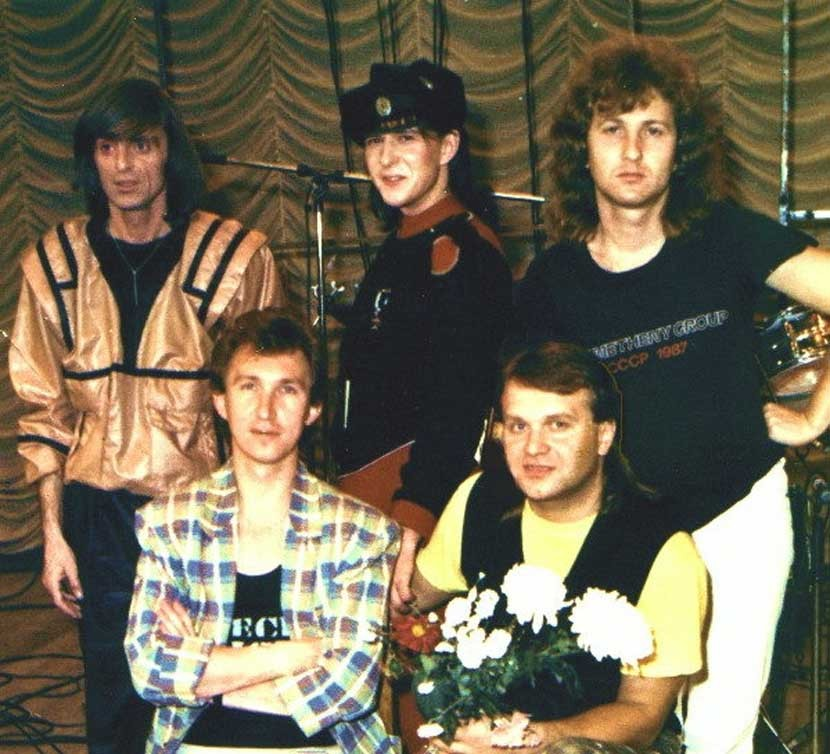
1980-е

На первый план стали выдвигаться другие жанры и другие музыканты. Сергей Березин всё же пытался остаться в первых рядах эстрадных коллективов. Он стал экспериментировать. В репертуаре стали появляться песни совсем иного звучания, вплоть до хард-рока.
Постепенно состав ансамбля стал меняться. «Золотой состав» конца 1970-х и начала 1980-х стали заменять более молодые артисты. Пришли: Григорий Рубцов (гитара, вокал), Алексей Кондаков (клавишные, вокал), Владимир Парамонов (вокал, гитара, композиция), Александр Герасимов (ударные), Валерий Белов (бас-гитара, вокал), Борис Осокин (вокал), Евгений Гордеев (клавишные, вокал) и Геннадий Сёмин (конферанс), который участвовал в концертной деятельности ансамбля и исполнял некоторые репертуарные песни.

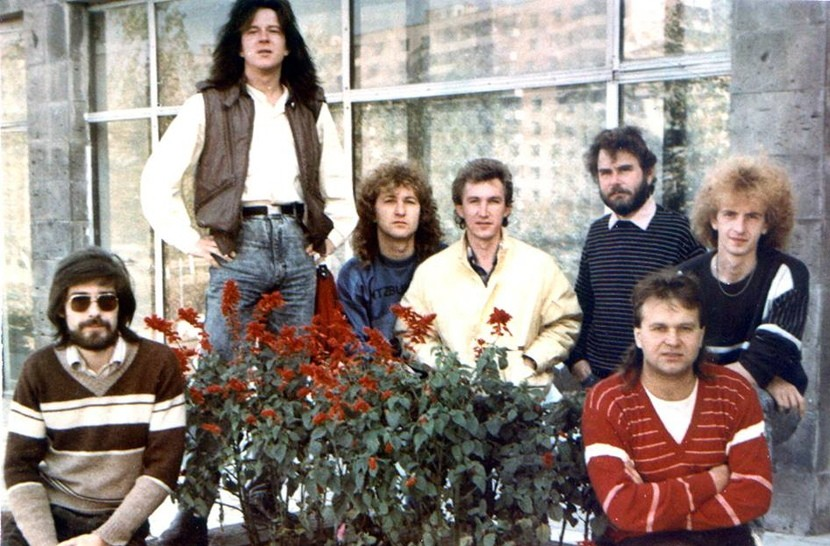
1980-е

В конце 1988 года ансамбль покинула единственная бессменная солистка Ирина Шачнева. Вскоре Сергей Березин включил в состав коллектива молодую вокалистку и клавишницу Екатерину Воробьёву. Молодой состав ансамбля активно работал, гастролировал, участвовал в съёмках телепередач. В то время были исполнены такие песни как «На два дня» (солист Григорий Рубцов), «Переведи часы назад» (солист Григорий Рубцов), «Цирк Шапито» (солист Владимир Парамонов), «Мона Лиза» (солист Евгений Гордеев), «Девочка с приморского бульвара» (солист Евгений Гордеев).
В 1988 и 1989 выходят два новых диска-гиганта «На два дня» и «У серебряного бора».
В этот период на смену Ивану Денежкину пришёл клавишник Андрей Гончаров. Алексея Шачнева заменил бас-гитарист Геннадий Серёгин.
В самом конце существования состав «Пламени» опять поменялся. Появились Владимир Шевяков — бас-гитара, Игорь Провоторов — барабаны.
Вокально-инструментальный ансамбль «Пламя» выпустил в Советском Союзе пять виниловых «гигантов» и одиннадцать виниловых «миньонов». Общий тираж винилов составил 25 миллионов копий. «Пламенные» песни неоднократно издавались в журнале «Кругозор».
В 1990 году ВИА прекратил своё существование, как и большинство вокально-инструментальных ансамблей. Однако в 1996 и 1999 годах были перезаписаны песни ВИА «Пламя» на четырёх компакт-дисках.

## Награды и премии
- Лауреат Всесоюзного конкурса за лучшее исполнение советской песни
- Лауреат телевизионного фестиваля эстрадной песни «Песня года» в 1975, 1978, 1987, 1989 и 1990 годах
- Лауреат XI Всемирного фестиваля молодёжи и студентов проходившего в столице Кубы городе Гаване в 1978 году

## Участники
В 1975—1990 годах в составе ВИА «Пламя» выступали артисты:
- Аникиенко Виктор † (вокал, гитара)
- Белов Валерий (вокал, бас-гитара)
- Белянин Валерий † (вокал, гитара)
- Березин Сергей † (худ. рук. в 1978—1990 гг.)
- Бурнашев Андрей (гитара)
- Воробьёва Екатерина (вокал, клавишные)
- Генбачёв Юрий † (ударные)
- Герасимов Александр (ударные)
- Гончаров Андрей (клавишные)
- Гордеев Евгений (вокал, клавишные)
- Дегтярёв Виктор (ударные)
- Денежкин Иван † (клавишные)
- Дьяконов Валентин (вокал, гитара)
- Ерёмин Михаил (конферанс)
- Жарков Геннадий (труба)
- Колоколов Александр (труба)
- Кондаков Алексей † (вокал, клавишные)
- Куклин Владимир (вокал, клавишные, саксофон)
- Курятников Олег (вокал, клавишные)
- Малежик Вячеслав (вокал, гитара)
- Михайлов Николай † (худ. рук. в 1975—1978 гг.)
- Могилевский Анатолий (вокал)
- Никитин Игорь (саксофон, кларнет)
- Осокин Борис † (вокал)
- Парамонов Владимир † (вокал, гитара)
- Петерсон Юрий † (вокал)
- Редько Юрий † (гитара, вокал)
- Рубцов Григорий † (вокал)
- Серёгин Геннадий (гитара)
- Ухналёв Сергей † (саксофон, кларнет)
- Черепухин Станислав † (вокал, гитара, скрипка, флейта)
- Шаповалов Валерий † (вокал, гитара)
- Шачнев Алексей (бас-гитара)
- Шачнева Ирина (вокал)

## Дискография

### Мини-альбомы[9]
- «Дорога дальняя» (1976)
- «Идёт солдат» (1977)
- «Песни Марка Фрадкина поёт ВИА „Пламя“» (1977)
- «Оксана» (1978)
- «За поворотом» (1979)
- «Простой мотив» (1980)
- «Под музыку Вивальди» (1981)
- «Мармеладная сказка» (1981)
- «Рассвет-чародей» (1982)
- «Гороскоп» (1982)
- «Кругозор» (1986)

### Альбомы
- Альбом «Время пик» (1982)
- Альбом «Кинематограф» (1984)
- «На два дня» (1987)
- «У Серебряного бора» (1989)[10]

### Сборники песен
- «Снег кружится» (1996)
- «Не надо печалиться» (1996)
- «Не повторяется такое никогда» (1996)
- «Grand Collection. Пламя» (1999)[11]

## Наиболее известные песни
- Не повторяется такое никогда (С. Туликов — М. Пляцковский)
- Не надо печалиться (А. Экимян — Р. Рождественский)
- Строим БАМ (З. Бинкин — В. Петров)
- У деревни Крюково (М. Фрадкин — С. Островой)
- Это говорим мы (Г. Мовсесян — Л. Ошанин)
- На дальней станции сойду (В. Шаинский — М. Танич)
- Идёт солдат по городу (В. Шаинский — М. Танич)
- Аты-баты (В. Мигуля — М. Танич)
- За поворотом (Г. Мовсесян — А. Поперечный)
- До свиданья, Москва (А. Пахмутова — Н. Добронравов)
- Под музыку Вивальди (В. Берковский , С. Никитин — А. Величанский)
- Снег кружится (С. Березин — Л. Козлова)
- Когда мы любим (В. Мигуля — М. Танич)
- Двести лет (В. Малежик — П. Хмара)
- Гороскоп (С. Березин — М. Танич)
- Краснотал (О. Иванов — А. Поперечный)
- На два дня (С. Березин — Л. Рубальская)
- Цирк шапито (Е. Птичкин — М. Пляцковский)[9]